# IROC 30 (XXX)
La 30e édition de l'International Race of Champions est disputée en 2006, remportée par l'Américain Tony Stewart (tous les pilotes y conduisent des Pontiac Trans Am).

## Courses de cette30eIROC
| Date            | Lieu       | Vainqueur        | Nationalité | Championnat d'origine |
| 17 février 2006 | Daytona    | Matt Kenseth     | États-Unis  | Nextel Cup (NASCAR)   |
| 7 avril 2006    | Fort Worth | Tony Stewart     | États-Unis  | Nextel Cup (NASCAR)   |
| 29 juin 2006    | Daytona    | Tony Stewart     | États-Unis  | Nextel Cup (NASCAR)   |
| 28 octobre 2006 | Atlanta    | Martin Truex Jr. | États-Unis  | Busch Series (NASCAR) |

Note : la première manche à Daytona s'est disputée sur l'ovale. En revanche, la deuxième s'est tenue sur le circuit empruntant l'ovale et l'infield, comme aux 24 Heures de Daytona. C'est la première fois depuis 1991 qu'une manche de l'IROC se tenait sur un tracé routier.

## Classement des pilotes
| Classement | Pilote                       | Pays                    | Championnat                     | Points |
| ---------- | ---------------------------- | ----------------------- | ------------------------------- | ------ |
| 1er        | Tony Stewart                 | États-Unis              | Nextel Cup (NASCAR)             | 77     |
| 2e         | Matt Kenseth                 | États-Unis              | Nextel Cup (NASCAR)             | 65     |
| 3e         | Martin Truex Jr.             | États-Unis              | Busch Series (NASCAR)           | 57     |
| 4e         | Ryan Newman                  | États-Unis              | Nextel Cup (NASCAR)             | 54     |
| 5e         | Mark Martin                  | États-Unis              | Nextel Cup (NASCAR)             | 47     |
| 6e         | Max Papis                    | Italie                  | Grand-Am                        | 46     |
| 7e         | Frank Kimmel                 | États-Unis              | ARCA RE/MAX Series              | 40     |
| 8e         | Sam Hornish Jr.              | États-Unis              | IndyCar Series (IRL)            | 36     |
| 9e         | Wayne Taylor / Max Angelelli | Afrique du Sud / Italie | Grand-Am                        | 30     |
| 10e        | Scott Sharp                  | États-Unis              | IndyCar Series (IRL)            | 29     |
| 11e        | Ted Musgrave                 | États-Unis              | Craftsman Truck Series (NASCAR) | 24     |
| 12e        | Steve Kinser                 | États-Unis              | World of Outlaws                | 21     |

Note : coéquipiers en Grand-Am, Max Angelelli et Wayne Taylor se sont également relayés en IROC, chacun disputant deux manches du championnat.